# 黄檀小煤炱
黄檀小煤炱（学名：Meliola dalbergiae）是属于小煤炱目小煤炱科小煤炱属的一种真菌，寄生在黄檀属植物上。该种分布于中国、波多黎各。